# Caterina Ortega i Duran
Caterina Ortega i Duran, coneguda com a Cate Ortega, (Sant Sadurní d'Anoia, Alt Penedès, 24 de juliol de 1990) és una portera d'hoquei sobre patins catalana.
Formada al planter del Club Esportiu Noia, va jugar amb el Club Patí Vilanova entre 2007 i 2012 on hi va competir a Lliga espanyola i amb el qual va guanyar la Copa de la Reina de 2009. La temporada 2012-13 va fitxar pel Reus Deportiu, tornat l'any següent al club vilanoví. En aquesta segona etapa, va aconseguir la Copa de la Reina de 2018, tenint una notable actuació al torneig i essent escollida MVP de la final. Internacional amb la selecció catalana d'hoquei sobre patins, va proclamar-se campiona de la Copa Amèrica de 2011 i va aconseguir el subcampionat de 2010. Amb la selecció espanyola, va aconseguir el Campionat d'Europa sub-20 el 2008 i amb la selecció absoluta, va aconseguir un subcampionat del Món el 2012 i va proclamar-se campiona d'Europa el 2011 i 2013.
Entre d'altres reconeixements, va rebre el premi de millor esportista femenina de Vilanova i la Geltrú a la Nit de l'Esport de 2012.

## Palmarès
Clubs
- 2 Copes espanyoles d'hoquei sobre patins femenina: 2008-09 i 2017-18

Selecció catalana
- 1 medalla d'or a la Copa Amèrica d'hoquei sobre patins: 2011
- 1 medalla d'argent a la Copa Amèrica d'hoquei sobre patins: 2010
- 1 Golden Cup: 2009

Selecció espanyola
- 1 medalla d'argent al Campionat del Món d'hoquei sobre patins femení: 2012
- 2 medalles d'or al Campionat d'Europa d'hoquei sobre patins femení: 2011 i 2013